# Al-Judeida
Al-Judeida, en arabe : الجديدة, est un village du gouvernorat de Jénine en Palestine, dans le nord de la Cisjordanie. Il est situé à 14 kilomètres au sud de Jénine. Selon le recensement du Bureau central palestinien des statistiques, la localité compte une population de 5 950 habitants en 2017.